# Procol Harum
Procol Harum war eine 1967 gegründete britische Rockband. Noch im selben Jahr feierte sie ihren größten Erfolg mit dem Welthit A Whiter Shade of Pale. Auch in den folgenden Jahren erzielte die Band weitere künstlerische und kommerzielle Erfolge.

## Bandgeschichte
Die meisten der Musiker, die sich später bei Procol Harum zusammenfanden, hatten schon zuvor als The Paramounts einige Beat- und Rhythm-and-Blues-Singles aufgenommen.
Gary Brooker und Keith Reid gründeten Procol Harum 1967. Der Bandname soll auf einen im Bekanntenkreis mündlich überlieferten Namen einer Katze zurückgehen. Als die Band Bekanntheit erlangte, wurden in der Presse allerlei Katzenfotos herumgereicht, und auch später noch nachgeforscht. Es fand sich ein Zucht-Zertifikat für Burma-Katzen, die am 19. Juni 1964 in Abingdon in Berkshire geboren wurden, in der Zuchtlinie Procul, was Lateinisch für „aus der Ferne, von fern, weither“ die Herkunft der Katzenrasse Nr. 27 aus Fernost andeutet. Eine davon wurde Harun genannt und bei einer Ausstellung im Herbst als Haustier verkauft. In Ermangelung einer Erklärung des kryptischen Namens fand man für den ersten Bestandteil den lateinischen Ursprung, wobei für „fern von hier und jetzt“ die korrekte Übersetzung procul his lauten müsste.
Procol Harum wurde im Frühjahr 1967 vor allem mit einem Lied bekannt: A Whiter Shade of Pale wurde kurz nach seiner Veröffentlichung 2,5 Millionen Mal und seitdem weltweit mindestens 6 Millionen Mal verkauft. Dieser Erfolg traf die Autoren Brooker und Reid unvorbereitet. Einen wesentlichen Anteil am Erfolg dieses Songs hatte das an Johann Sebastian Bach orientierte Hammond-Orgelspiel von Matthew Fisher. Als Komponisten galten lange Zeit nur Brooker und Reid, bevor Ende 2006 ein britisches Gericht Matthew Fisher einen Teil der Urheberrechte zuschrieb.
Es folgten weitere Hits wie Homburg und A Salty Dog. Auch in den 1970er Jahren hatten Procol Harum Erfolg, unter anderem mit dem Album Grand Hotel, auf dem Christiane Legrand als Gastsolistin sang.
Die Besetzung wechselte – bis auf Brooker, Wilson und Reid – häufig. Die Band veröffentlichte bis zu ihrer Auflösung 1977 zehn Alben, darunter Live with the Edmonton Symphony Orchestra. Sie zeichnete sich durch einfallsreiche, oft an klassischer Musik orientierte Kompositionen aus. Daneben finden sich im Werk von Procol Harum aber auch immer wieder Songs, die stark im Blues verwurzelt sind.
1991 fand sich Procol Harum erneut zusammen, mit Mark Brzezicki anstelle des 1990 verstorbenen B. J. Wilson am Schlagzeug. Auch im Studio wurde die Gruppe wieder aktiv.
In der aktuellen Besetzung spielten zuletzt neben Gary Brooker (gestorben am 19. Februar 2022) Geoff Whitehorn (Gitarre), Josh Phillips (Orgel), Geoff Dunn (Schlagzeug) und Matt Pegg (Bass). Pete Brown schrieb für das letzte Album Novum die Texte.

## Diskografie

### Studioalben
| Jahr | Titel                  | Höchstplatzierung, Gesamtwochen, AuszeichnungChartplatzierungen (Jahr, Titel, Platzierungen, Wochen, Auszeichnungen, Anmerkungen) | Höchstplatzierung, Gesamtwochen, AuszeichnungChartplatzierungen (Jahr, Titel, Platzierungen, Wochen, Auszeichnungen, Anmerkungen) | Höchstplatzierung, Gesamtwochen, AuszeichnungChartplatzierungen (Jahr, Titel, Platzierungen, Wochen, Auszeichnungen, Anmerkungen) | Höchstplatzierung, Gesamtwochen, AuszeichnungChartplatzierungen (Jahr, Titel, Platzierungen, Wochen, Auszeichnungen, Anmerkungen) | Höchstplatzierung, Gesamtwochen, AuszeichnungChartplatzierungen (Jahr, Titel, Platzierungen, Wochen, Auszeichnungen, Anmerkungen) | Anmerkungen |
| Jahr | Titel                  | DE | AT | CH | UK | US | Anmerkungen |
| ---- | ---------------------- | --- | --- | --- | --- | --- | --- |
| 1967 | Procol Harum           | DE30 (2 Wo.)DE | — | — | UK26 (4 Wo.)UK | US47 (16 Wo.)US | Erstveröffentlichung: 26. September 1967 spätere Wiederveröffentlichungen z. T. unter dem Titel A Whiter Shade of Pale |
| 1968 | Shine On Brightly      | — | — | — | — | US24 (20 Wo.)US | Erstveröffentlichung: 12. September 1968                                                                               |
| 1969 | A Salty Dog            | — | — | — | UK27 (2 Wo.)UK | US32 (20 Wo.)US | Erstveröffentlichung: 23. Juni 1969                                                                                    |
| 1970 | Home                   | — | — | — | UK49 (1 Wo.)UK | US34 (15 Wo.)US | Erstveröffentlichung: 5. Juni 1970                                                                                     |
| 1971 | Broken Barricades      | DE46 (2 Wo.)DE | — | — | UK42 (1 Wo.)UK | US32 (20 Wo.)US | Erstveröffentlichung: 11. Juni 1971                                                                                    |
| 1973 | Grand Hotel            | DE24 (3 Wo.)DE | AT16 (4 Wo.)AT | — | UK— SilberUK | US21 (22 Wo.)US | Erstveröffentlichung: März 1973                                                                                        |
| 1974 | Exotic Birds and Fruit | DE38 (2 Wo.)DE | — | — | — | US86 (9 Wo.)US | Erstveröffentlichung: 30. April 1974                                                                                   |
| 1975 | Procol’s Ninth         | — | — | — | UK41 (2 Wo.)UK | US52 (8 Wo.)US | Erstveröffentlichung: 1. September 1975                                                                                |
| 1977 | Something Magic        | — | — | — | — | US147 (6 Wo.)US | Erstveröffentlichung: 24. März 1977                                                                                    |
| 1991 | The Prodigal Stranger  | — | — | — | — | — | Erstveröffentlichung: 27. August 1991                                                                                  |
| 2003 | The Well’s on Fire     | — | — | — | — | — | Erstveröffentlichung: 4. März 2003                                                                                     |
| 2017 | Novum                  | DE82 (1 Wo.)DE | — | CH81 (1 Wo.)CH | — | — | Erstveröffentlichung: 21. April 2017                                                                                   |

grau schraffiert: keine Chartdaten aus diesem Jahr verfügbar

### Livealben
| Jahr | Titel                                                             | Höchstplatzierung, Gesamtwochen, AuszeichnungChartplatzierungen (Jahr, Titel, Platzierungen, Wochen, Auszeichnungen, Anmerkungen) | Höchstplatzierung, Gesamtwochen, AuszeichnungChartplatzierungen (Jahr, Titel, Platzierungen, Wochen, Auszeichnungen, Anmerkungen) | Höchstplatzierung, Gesamtwochen, AuszeichnungChartplatzierungen (Jahr, Titel, Platzierungen, Wochen, Auszeichnungen, Anmerkungen) | Höchstplatzierung, Gesamtwochen, AuszeichnungChartplatzierungen (Jahr, Titel, Platzierungen, Wochen, Auszeichnungen, Anmerkungen) | Höchstplatzierung, Gesamtwochen, AuszeichnungChartplatzierungen (Jahr, Titel, Platzierungen, Wochen, Auszeichnungen, Anmerkungen) | Anmerkungen                      |
| Jahr | Titel                                                             | DE | AT | CH | UK | US | Anmerkungen                      |
| ---- | ----------------------------------------------------------------- | --- | --- | --- | --- | --- | -------------------------------- |
| 1972 | Procol Harum Live in Concert with the Edmonton Symphony Orchestra | — | — | — | UK48 (1 Wo.)UK | US5 Gold · (28 Wo.)US | Erstveröffentlichung: April 1972 |

grau schraffiert: keine Chartdaten aus diesem Jahr verfügbar
Weitere Livealben
- 1999: One More Time – Live in Utrecht 1992
- 2000: BBC – live in Concert 1974
- 2004: Live at the Union Chapel
- 2008: One Eye to the Future – Live in Italy 2007
- 2009: Procol Harum – In Concert With the Danish National Concert Orchestra and Choir
- 2010: The Spirit of Nøkken
- 2012: MMX (Download)
- 2014: Some Long Road

### Kompilationen
| Jahr | Titel                    | Höchstplatzierung, Gesamtwochen, AuszeichnungChartplatzierungen (Jahr, Titel, Platzierungen, Wochen, Auszeichnungen, Anmerkungen) | Höchstplatzierung, Gesamtwochen, AuszeichnungChartplatzierungen (Jahr, Titel, Platzierungen, Wochen, Auszeichnungen, Anmerkungen) | Höchstplatzierung, Gesamtwochen, AuszeichnungChartplatzierungen (Jahr, Titel, Platzierungen, Wochen, Auszeichnungen, Anmerkungen) | Höchstplatzierung, Gesamtwochen, AuszeichnungChartplatzierungen (Jahr, Titel, Platzierungen, Wochen, Auszeichnungen, Anmerkungen) | Höchstplatzierung, Gesamtwochen, AuszeichnungChartplatzierungen (Jahr, Titel, Platzierungen, Wochen, Auszeichnungen, Anmerkungen) | Anmerkungen |
| Jahr | Titel                    | DE | AT | CH | UK | US | Anmerkungen |
| ---- | ------------------------ | --- | --- | --- | --- | --- | ----------- |
| 1973 | The Best of Procol Harum | — | — | — | — | US131 (10 Wo.)US |             |

grau schraffiert: keine Chartdaten aus diesem Jahr verfügbar
Weitere Kompilationen
- 1969: Flyback 4: The Best of Procol Harum
- 1970: Pop Giants Vol. 28: Procol Harum
- 1972: A Whiter Shade of Pale
- 1972: Superstarshine Vol. 9
- 1972: The Best of Procol Harum
- 1972: A Salty Dog
- 1974: Procol Harum
- 1975: A Whiter Shade of Pale
- 1975: Portrait of Procol Harum
- 1975: Procol Harum
- 1975: The Best
- 1976: Hits
- 1976: Rock Roots: Procol Harum
- 1976: The Best of the Early
- 1981: Gigantes del Pop Vol. 17: Procol Harum
- 1981: Historia de la música rock, Vol. 15: Procol Harum
- 1981: Platinum Collection
- 1982: Greatest Hits Vol. 1
- 1983: Procol Harum
- 1983: Cornerstone
- 1984: Off the Record
- 1985: Greatest Hits
- 1986: A Whiter Shade of Pale
- 1987: Classics Volume 17: Procol Harum
- 1987: Greatest Hits
- 1988: Portfolio
- 1988: Shine on Brightly / A Salty Dog
- 1989: The Chrysalis Years 1973–1977
- 1989: The Best of Procol Harum
- 1990: Collection
- 1992: The Definite Collection
- 1992: The Early Years
- 1994: Early Years
- 1995: A Whiter Shade of Pale: The Best of Procol Harum
- 1995: Collection
- 1995: Homburg & Other Hats: Procol Harum’s Best
- 1997: Halycon Daze: The Best of Procol Harum
- 1997: 30th Anniversary Anthology
- 1997: The Best of Procol Harum
- 1997: Halcyon Daze: The Best of Procol Harum
- 1998: The Best of Procol Harum
- 1998: Three Classic Albums
- 1999: Pandora’s Box: The Unissued Procol Harum Stereo Versions Plus
- 2000: Golden Times: The Best of Procol Harum
- 2000: Greatest Hits
- 2001: A & B – The Singles
- 2001: A Whiter Shade of Pale
- 2002: Procol Harum / Shine on Brightly
- 2002: Definitive Collection
- 2002: Classic Tracks & Rarities – An Anthology
- 2002: The Best of Procol Harum
- 2003: A Salty Dog / Home
- 2003: The Essential Collection 1967–1991
- 2003: The First Four: The Legendary Albums
- 2004: A Whiter Shade of Pale
- 2007: Secrets of the Hive: The Best of Procol Harum
- 2009: Beyond the Pale
- 2009: All This & More
- 2014: Inside Outside – The Very Best of Live & in the Studio
- 2018: Still There'll Be More (An Anthology 1967-2017)

### EPs
- 1968: A Whiter Shade of Pale / Homburg / A Salty Dog
- 1968: Homburg
- 1968: Kaleidoscope
- 1988: A Whiter Shade of Pale
- 1991: The Truth Won’t Fade Away
- 2007: A Whiter Shade of Pale
- 2021: Missing Persons (Alive Forever)

### Singles
| Jahr | Titel Album            | Höchstplatzierung, Gesamtwochen, AuszeichnungChartplatzierungen (Jahr, Titel, Album, Platzierungen, Wochen, Auszeichnungen, Anmerkungen) | Höchstplatzierung, Gesamtwochen, AuszeichnungChartplatzierungen (Jahr, Titel, Album, Platzierungen, Wochen, Auszeichnungen, Anmerkungen) | Höchstplatzierung, Gesamtwochen, AuszeichnungChartplatzierungen (Jahr, Titel, Album, Platzierungen, Wochen, Auszeichnungen, Anmerkungen) | Höchstplatzierung, Gesamtwochen, AuszeichnungChartplatzierungen (Jahr, Titel, Album, Platzierungen, Wochen, Auszeichnungen, Anmerkungen) | Höchstplatzierung, Gesamtwochen, AuszeichnungChartplatzierungen (Jahr, Titel, Album, Platzierungen, Wochen, Auszeichnungen, Anmerkungen) | Anmerkungen                                                                              |
| Jahr | Titel Album            | DE | AT | CH | UK | US | Anmerkungen                                                                              |
| ---- | ---------------------- | --- | --- | --- | --- | --- | ---------------------------------------------------------------------------------------- |
| 1967 | A Whiter Shade of Pale | DE1 (16 Wo.)DE | AT4 (12 Wo.)AT | — | UK1 Silber · (28 Wo.)UK | US5 (12 Wo.)US | Erstveröffentlichung: Mai 1967 B-Seite: Lime Street Blues erneute Platzierung in UK 1972 |
| 1967 | Homburg                | DE15 (5 Wo.)DE | — | — | UK6 (10 Wo.)UK | US34 (5 Wo.)US | Erstveröffentlichung: 29. September 1967 B-Seite: Good Captain Clack                     |
| 1968 | Quite Rightly So       | DE33 (1 Wo.)DE | — | — | UK50 (1 Wo.)UK | — | Erstveröffentlichung: 22. März 1968 B-Seite: In the Wee Small Hours of Sixpence          |
| 1969 | A Salty Dog            | — | — | — | UK44 (3 Wo.)UK | — | Erstveröffentlichung: 30. Mai 1969 B-Seite: Long Gone Geek                               |
| 1972 | Conquistador (Live)    | — | — | — | UK22 (7 Wo.)UK | US16 (13 Wo.)US | Erstveröffentlichung: 4. August 1972 B-Seite: Luskus Delph                               |
| 1975 | Pandora’s Box          | — | — | — | UK16 (7 Wo.)UK | — | Erstveröffentlichung: 25. Juli 1975 B-Seite: The Piper’s Tune                            |

grau schraffiert: keine Chartdaten aus diesem Jahr verfügbar
Weitere Singles
- 1969: The Devil Came from Kansas / Boredom
- 1970: Whiskey Train / About to Die
- 1971: Broken Barricades / Power Failure
- 1971: Simple Sister / Broken Barricades
- 1973: Robert’s Box / Grand Hotel
- 1973: Bringing Home the Bacon / Toujours L’Amour
- 1973: Grand Hotel / Fires (That Burn Brightly)
- 1973: A Souvenir From London / Toujours L’Amour
- 1974: Nothing But the Truth / Drunk Again
- 1974: Beyond the Pale / Fresh Fruit
- 1975: The Final Thrust / Taking the Time
- 1976: As Strong as Samson / The Unquiet Zone
- 1977: Something Magic / Fools Gold
- 1977: Wizard Man / Backgammon
- 1991: The Truth Won’t Fade Away / Into the Flood
- 1991: You Can’t Turn Back the Page / One More Time / Perpetual Motion

### Videoalben
- 1999: The Best of Musikladen Live
- 2001: Procol Harum – Live in Copenhagen
- 2002: Live
- 2004: Live at the Union Chapel
- 2005: Procol Harum – Live at the Union Chapel
- 2009: Procol Harum: In Concert with the Danish National Concert Orchestra & Choir

## Soloveröffentlichungen
Gary Brooker:
- siehe Gary Brooker – Diskografie

Matthew Fisher:
- siehe Matthew Fisher – Diskografie

Robin Trower:
- 1973: Twice Removed from Yesterday
- 1974: Bridge of Sighs
- 1975: For Earth Below
- 1975: Live
- 1976: Long Misty Days
- 1977: In City Dreams
- 1978: Caravan to Midnight
- 1979: Victims of the Fury
- 1981: B.L.T.
- 1981: Truce
- 1983: Back It Up
- 1984: Beyond the Mist
- 1987: Passion
- 1988: Take What You Need
- 1990: In the Line of Fire
- 1994: 20th Century Blues
- 1997: Someday Blues
- 1999: This Was Now (74–98)
- 2000: Go My Way
- 2003: Living out of Time
- 2008: Seven Moons

Mick Grabham:
- 1972: Mick the Lad

Geoff Whitehorn:
- 1974: Whitehorn
- 1990: Geoff Who?
- 1994: Big in Gravesand

Ruby (Dave Knights):
- 1974: Red Crystal Fantasies

Keith Reid:
- 2009: The Keith Reid Project  The Common Thread
- 2018: The KRP  In My Head

## Auszeichnungen für Musikverkäufe
| Goldene Schallplatte - Frankreich - 1978: für das Album Procol Harum |

Anmerkung: Auszeichnungen in Ländern aus den Charttabellen bzw. Chartboxen sind in ebendiesen zu finden.
| Land/RegionAuszeichnungen für Musikverkäufe (Land/Region, Auszeichnungen, Verkäufe, Quellen) | Silber     | Gold     | Platin | Verkäufe | Quellen     |
| -------------------------------------------------------------------------------------------- | ---------- | -------- | ------ | -------- | ----------- |
| Frankreich (SNEP)                                                                            | —          | Gold1    | —      | 100.000  | infodisc.fr |
| Vereinigte Staaten (RIAA)                                                                    | —          | Gold1    | —      | 500.000  | riaa.com    |
| Vereinigtes Königreich (BPI)                                                                 | 2× Silber2 | —        | —      | 260.000  | bpi.co.uk   |
| Insgesamt                                                                                    | 2× Silber2 | 2× Gold2 | —      |          |             |